# Pusionella valida
Pusionella valida is een slakkensoort uit de familie van de Clavatulidae. De wetenschappelijke naam van de soort is voor het eerst geldig gepubliceerd in 1852 door Dunker.